# 軌道 (鉄道)
軌道（きどう）とは、レール、レール締結装置、枕木、道床など、道床から上の「列車が通る道」の構造物の総称を指す。
日本では、国有鉄道や高速鉄道の線路に対し、
特に路面電車の軌道を指すことがある（軌道法に由来し、道路を自動車と共有する併用軌道を有する。鉄道事業法による鉄道と区別する意味がある）。

## 分類
軌道には道床の構造によりいくつかの種類がある。
- バラスト軌道 - 砕石や砂利を一定の厚さに敷き詰めた構造の軌道。
- 直結軌道 - コンクリート製の道床を用いた軌道。保守作業が少なく、長大トンネル・高架橋・地下鉄などに採用されている。
- スラブ軌道 - 道床にコンクリートの平板を用いた構造の軌道。
- 弾性枕木直結軌道（弾直軌道） - コンクリート道床にゴムなどの弾性材を介して枕木を敷設した軌道。
- TC型省力化軌道 - バラストと枕木を充填材で一体化した軌道。
- E型省力化軌道 - まくらぎの太さを通常の3.5倍ほどにした上で、まくらぎと、まくらぎの下にある石の両方を、アスファルト系の填充材で固めたもの。
- バラストラダー軌道 - バラスト軌道のうち枕木にラダー枕木を用いたもの。
- フローティングラダー軌道 - 弾性のある防振材で、剛性を持たせたラダー枕木を支持することにより、振動と騒音の発生を低減させた軌道。
- 弾性バラスト軌道 - コンクリート道床にゴムなどの弾性材を介して枕木を敷設して消音バラストを敷いた軌道。

上記のうちバラスト軌道以外は狂いが生じない省力化軌道という。省力化軌道には他にも複数の種類がある。
また、通常の鉄道とは異なる特殊な軌道がある。
- ラック式 - 急勾配を上り下りするため、ラックレールと呼ばれる歯型レールを追加した軌道。
- インファンド工法 - 併用軌道において、コンクリートにレールを埋め込む軌道。
- 札幌方式 - 札幌市営地下鉄において、コンクリート路盤に鉄板を敷き（もしくは樹脂で舗装し）中央に案内軌条を設置する軌道。
- 軌匡 - レールと枕木があらかじめ組み立てられている、敷設が簡単な簡易軌道。